# Puchar Ukrainy w piłce nożnej (1999/2000)
Puchar Ukrainy 1999/2000 - IX rozgrywki ukraińskiej PFL, mające na celu wyłonienie zdobywcy krajowego Pucharu, który zakwalifikuje się tym samym do Pucharu UEFA sezonu 2000/01. Sezon trwał od 11 marca do 27 maja 2000.
W sezonie 1999/2000 rozgrywki te składały się z:
- meczów 1/16 finału,
- meczów 1/8 finału,
- meczów 1/4 finału,
- meczów 1/2 finału,
- meczu finałowego.

## Drużyny
Do rozgrywek Pucharu przystąpiło 32 kluby Wyższej, Pierwszej i Drugiej Lihi. 
| Kluby Wyższej Lihi: | Kluby Pierwszej Lihi: | Finaliści Pucharu Drugiej Lihi:  | Finaliści Pucharu Drugiej Lihi: |
| - CSKA Kijów - Czornomoreć Odessa - Dnipro Dniepropetrowsk - Dynamo Kijów - Karpaty Lwów - Krywbas Krzywy Róg - Metalist Charków - Metałurh Donieck - Metałurh Mariupol - Metałurh Zaporoże - Nywa Tarnopol - Prykarpattia Iwano-Frankowsk - Szachtar Donieck - Tawrija Symferopol - Worskła Połtawa - Zirka Kirowohrad | - FK Czerkasy - FK Lwów - FK Winnica - Jawir-Sumy Sumy - Metałurh Nikopol - Naftowyk Ochtyrka - Obołoń-PPO Kijów - Polihraftechnika Oleksandria - Polissia Żytomierz - SK Mikołajów - Stal Alczewsk - Torpedo Zaporoże - Wołyń Łuck - Zakarpattia Użhorod | - Borysfen Boryspol - SK Chersoń |                                 |

## Terminarz rozgrywek

### 1/16 finału
| 11 marca 2000                |     |                              |          |
| Torpedo Zaporoże             | -:+ | Dynamo Kijów                 |          |
| SK Chersoń                   | 1:0 | Czornomoreć Odessa           |          |
| FK Lwów                      | 4:0 | Metałurh Mariupol            |          |
| Wołyń Łuck                   | 1:3 | Dnipro Dniepropetrowsk       |          |
| Jawir-Sumy Sumy              | 1:2 | Tawrija Symferopol           |          |
| Naftowyk Ochtyrka            | 0:2 | Metałurh Zaporoże            |          |
| Obołoń-PPO Kijów             | 0:1 | Nywa Tarnopol                |          |
| FK Czerkasy                  | 1:2 | Karpaty Lwów                 |          |
| Polihraftechnika Oleksandria | 0:1 | Krywbas Krzywy Róg           |          |
| Zakarpattia Użhorod          | 1:2 | Metałurh Donieck             |          |
| Stal Alczewsk                | 0:2 | CSKA Kijów                   |          |
| Polissia Żytomierz           | 2:5 | Worskła Połtawa              |          |
| Metałurh Nikopol             | 1:1 | Zirka Kirowohrad             | (k. 1:3) |
| FK Winnica                   | 2:2 | Metalist Charków             | (k. 4:2) |
| Borysfen Boryspol            | 0:0 | Prykarpattia Iwano-Frankowsk | (k. 3:1) |
| SK Mikołajów                 | 1:2 | Szachtar Donieck             |          |

### 1/8 finału
| 29 marca 2000     |     |                        |  |
| Dynamo Kijów      | 4:0 | SK Chersoń             |  |
| Metałurh Zaporoże | 3:0 | Tawrija Symferopol     |  |
| Nywa Tarnopol     | 1:2 | Karpaty Lwów           |  |
| Metałurh Donieck  | 2:3 | Krywbas Krzywy Róg     |  |
| CSKA Kijów        | 2:1 | Worskła Połtawa        |  |
| Zirka Kirowohrad  | 2:0 | FK Winnica             |  |
| Szachtar Donieck  | 5:0 | Borysfen Boryspol      |  |
| 30 marca 2000     |     |                        |  |
| FK Lwów           | 1:0 | Dnipro Dniepropetrowsk |  |

### 1/4 finału
| 12 kwietnia 2000   |     |                  |          |
| FK Lwów            | 1:4 | Dynamo Kijów     |          |
| Metałurh Zaporoże  | 3:0 | Karpaty Lwów     |          |
| Krywbas Krzywy Róg | 1:0 | CSKA Kijów       |          |
| Zirka Kirowohrad   | 0:0 | Szachtar Donieck | (k. 6:5) |

### 1/2 finału
| 10 maja 2000       |     |                   |  |
| Dynamo Kijów       | 6:1 | Metałurh Zaporoże |  |
| Krywbas Krzywy Róg | 2:1 | Zirka Kirowohrad  |  |

### Finał
Mecz finałowy rozegrano 27 maja 2000 na Stadionie Olimpijskim w stolicy Kijowie.
| Dynamo Kijów | 1:0 | Krywbas Krzywy Róg |  |

| Zdobywca Pucharu Ukrainy 1999/00 |
| -------------------------------- |
| Dynamo Kijów 5 tytuł             |
| złoto                            |